# Мелик-Багдасаров, Сергей Михайлович
Серге́й Миха́йлович Ме́лик-Багдаса́ров (род. 12 декабря 1968) — российский дипломат. Чрезвычайный и полномочный посол (2022).

## Биография
Окончил вечерний факультет Московского государственного института международных отношений (МГИМО) МИД России (1994). На дипломатической работе с 1996 года. Владеет английским, испанским и португальским языками.
В 2012—2017 годах — советник-посланник Посольства России в Испании.
В 2017—2019 годах — заместитель директора Латиноамериканского департамента МИД России.
С 17 февраля 2020 года — чрезвычайный и полномочный посол Российской Федерации в Венесуэле.
С 19 марта 2020 по 11 марта 2025 года — чрезвычайный и полномочный посол Российской Федерации в Доминиканской Республике по совместительству.
С 14 августа 2020 года — чрезвычайный и полномочный посол Российской Федерации в Республике Гаити по совместительству.

## Награды
- Знак отличия «За безупречную службу» XXV лет (8 июля 2022) — За большой вклад в реализацию внешнеполитического курса Российской Федерации и многолетнюю добросовестную дипломатическую службу[5].

## Дипломатический ранг
- Чрезвычайный и полномочный посланник 2 класса (17 октября 2016)[6].
- Чрезвычайный и полномочный посланник 1 класса (8 июня 2020)[7].
- Чрезвычайный и полномочный посол (12 сентября 2022)[8].